# Edouard Perris
Edouard Perris, all'anagrafe Jean-Pierre Omer Anne Edouard Perris (Pau, 1808 – Mont-de-Marsan, 10 febbraio 1878), è stato un entomologo ed esploratore francese specializzato in Coleotteri e, in minor misura, di Ditteri e altre specie. Era capo del dipartimento di Landes. Perris fu membro della Société Entomologique de France. La sua collezione è detenuta presso l'École nationale supérieure Agronomique de Montpellier ad eccezione dei Cicindelinae, che sono detenuti presso il Museo di Dax, Landes.

## Opere
- Perris, E. (1839) Notice sur quelques Diptères nouveaux. Annales de la Société Entomologique de France 8: 47-57.
- Perris, E. (1840) Observations sur les insectes que habitant les galles de l'Ulex nanus et du Papaver dubium. Annales de la Société Entomologique de France 9:89-99.
- Perris, E. (1841) Observations sur les insectes qui vivent dans la galle de l'ortie dioïque, Urtica dioica L. Annales de la Société Entomologique de France 9:401-406
- Perris, E. (1847). Notes pour servir à l'histoire des Ceratopogon. Annales de la Société Entomologique de France (2) 5:555-569.
- Perris, E. (1855) Histoire des métamorphoses de divers insectes (Liodes castanea, Cryptohypnus riparius, Ebaeus albifrons, Lagria lata, etc.). Memoires de la Société Scientifique de Leige, 10, 233–280.
- Perris, E. (1857). Nouvelles excursions dans les Grandes Landes, Hémiptères. Annales de al Societe Linnéenne de Lyon (n.s.) 4: 3-184.
- Perris, E. (1870). Histoire des Insectes du Pin maritime. Diptères. Annales de la Société Entomologique de France (2) 5:555 (4) 10:135-232, pls. 1-5
- Perris, É. (1876)  Nouvelles promenades entomologiques. Annales de la Société Entomologique de France (5) 6:177-244
- Perris, E. (1877) Larves de Coléoptères. Annales de la Société Linnéenne de Lyon 22: 259-418